# ローキック

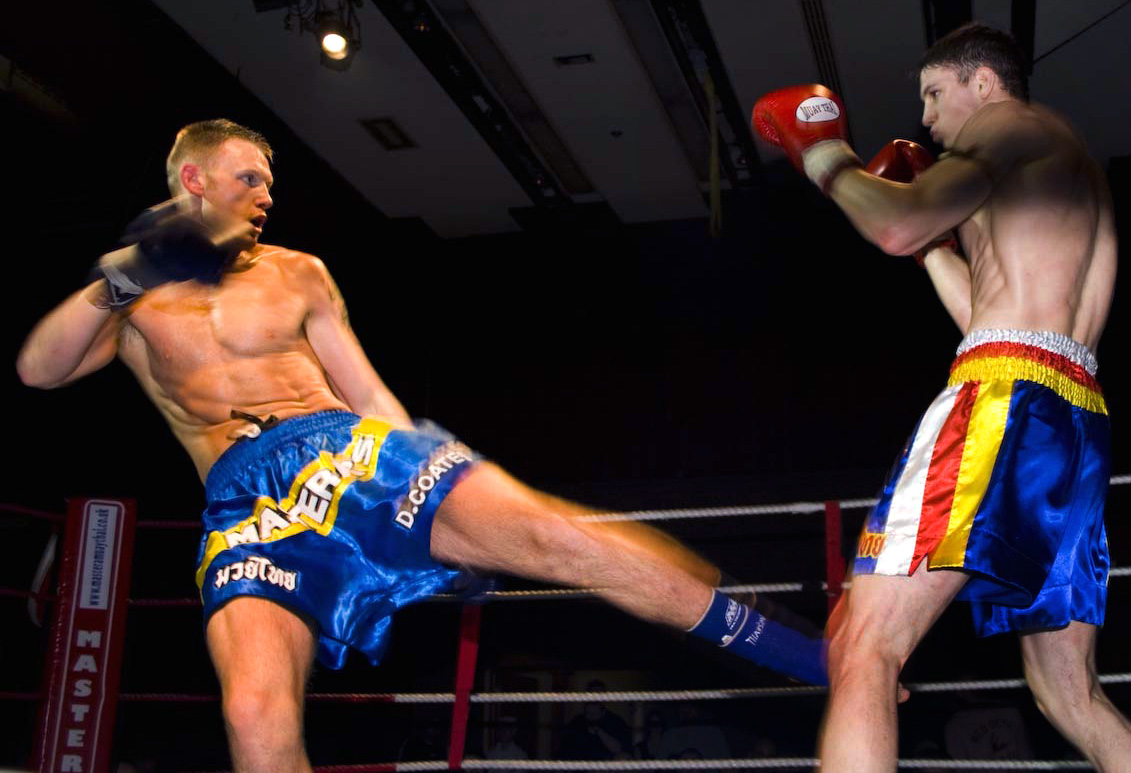
キックボクシングにおけるローキック。

ローキックは、空手、ムエタイ、キックボクシング、シュートボクシング、プロレス、総合格闘技などの格闘技で用いられている蹴り技の一種である。空手では下段回し蹴り（げだんまわしげり）と呼ばれている。

## 概要
回し蹴りのうち立っている相手の脚部を蹴るものをいう。ローキックは技単体（あるいは連発によるダメージの蓄積）で転倒またはダウン・KOを狙うだけではなく、顔面へのパンチ攻撃などとの連携により相手のガードの意識を上下に散らしたり、相手の脚へのダメージによって動きを鈍らせたり足技を封じたりするなどによって飛躍的に効果を高めることが可能である。
相手の脚の外側を蹴るものをアウトロー、内側を蹴るものをインローという。単にローキックと言った場合はアウトローを指すことが多いが、これは相手と自分が同じ構えであった場合、後ろ足で放つ強力なローキックによって相手の前足を攻撃するのが自然であるからである。
相手のふくらはぎを蹴るものはカーフキックと呼ばれる。
ローキックを生かす技として、ハイキックや各種のパンチなどがある。
ムエタイではローキックのことを、テッ・カーという。
ローキックで使用される部位は、足の表体部上面（足の甲）から足首辺りにかけての背足と呼ばれる部分であったが、近年のキックボクシング、フルコンタクト空手などでは硬い脛で蹴るケースが多い。かかとを使用する場合もある。この蹴り技（技法としてはサバットの「シャッセ・バ（下段前蹴り）」や中国武術の「斧刃脚」に近い）は、代表的な使い手である新極真会の空手家のヴァレリー・ディミトロフの名前を取って、しばしばヴァレリーキックと呼ばれる。
使い手や状況によってはローキックで一撃KOもできるなど最強の武器となりえることもある。

## 長所
- ハイキックとミドルキックのような柔軟性を必要としない。極端に言えば素人でもローキックは蹴れる。
- 足で脚を攻撃するため、回し蹴り系の足技としてはモーションが小さい。掴みやタックルが認められる総合格闘技のほか、路上のストリートファイトにおいても実戦的である。
- 顔面をパンチで攻撃して下半身をローキックで攻める上下（あるいは顔面、ボディ、足腰の上中下段）の落差が大きいコンビネーションは効果が高い。
- 相手がパンチを打つ際には、前足に体重が集中する。この足をローキックで攻めると相手はカットすることができない。

## 短所
- ローキックによる脚へのダメージは、頭部や胴部への攻撃に比べて即効性に欠ける。
- 長所で挙げた「パンチに合わせるローキック」とは逆に、ローキックに対して相手からパンチのカウンターを合わせられる危険がある。
- ローキックを蹴った際に、相手に脚を挙げて防御、カットされると、脛や膝を蹴ってしまい自分が怪我をすることがある[4]。
- モーションが小さく隙の少ない反面、相手に対して有効打となりうる攻撃を繰り出すには相応の身体能力や技量が要求される。
- インローを蹴った際に金的、ローブローになりやすい。護身としては有効だが競技、試合だと反則扱いされてしまう。